# Eucalyptus similis
Eucalyptus similis là một loài thực vật có hoa trong Họ Đào kim nương. Loài này được Maiden mô tả khoa học đầu tiên năm 1913.

## Hình ảnh

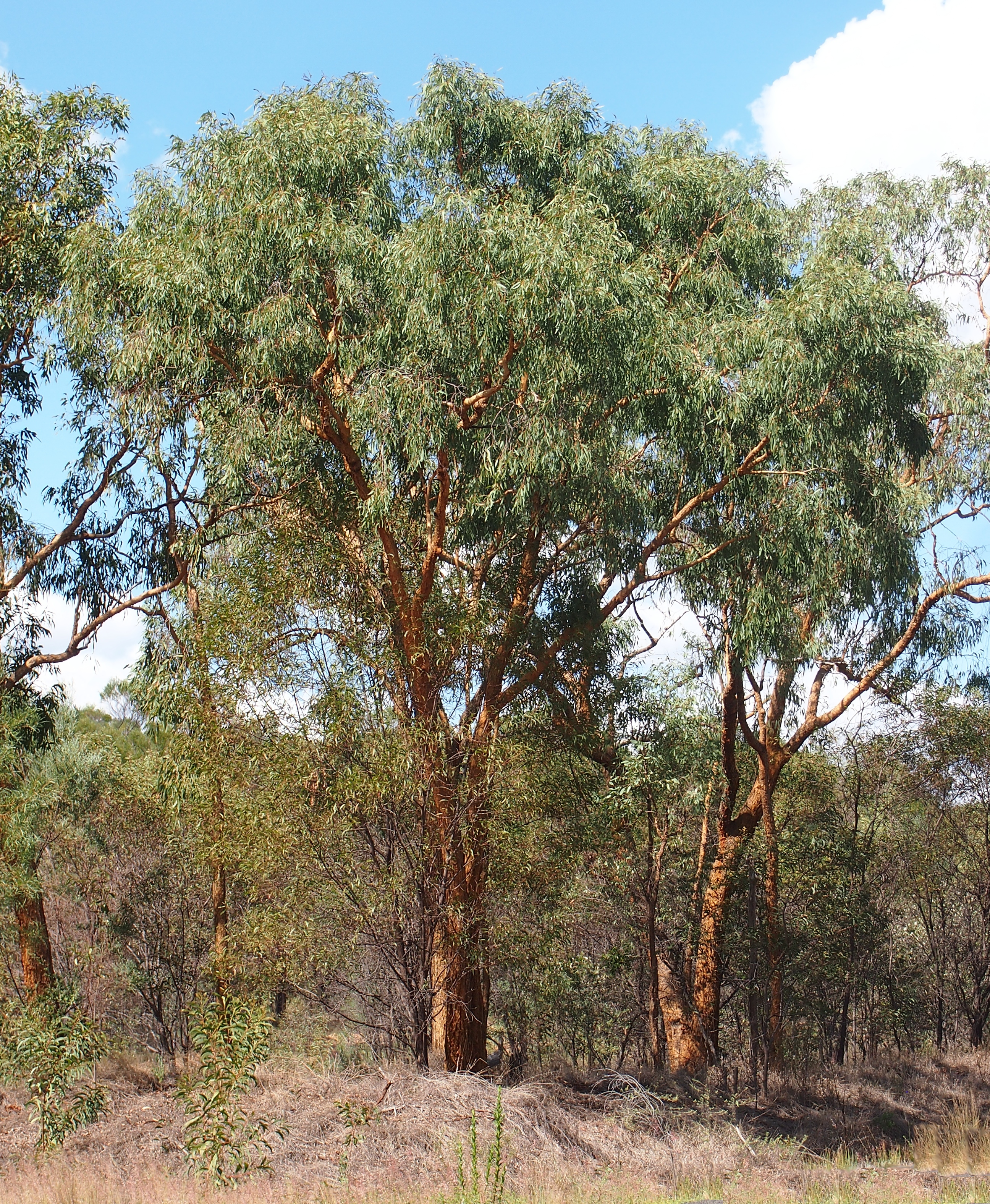